# 第53回全国高等学校ラグビーフットボール大会
第53回全国高等学校ラグビーフットボール大会（だい53かいぜんこくこうとうがっこうラグビーフットボールたいかい）は、1974年1月1日から9日まで近鉄花園ラグビー場にて行われた、全国高校ラグビー選手権である。優勝は東京都の目黒高校（3回目）。

## 出場校
- 北北海道 中標津 （3年ぶり2回目）
- 南北海道 函館工 （3年連続4回目）
- 北東北 秋田工（秋田県） （2年連続35回目）
- 中東北 盛岡工（岩手県） （2年ぶり19回目）
- 南東北 仙台三（宮城県） （初出場）
- 東関東 水戸農（茨城県） （2年連続11回目）
- 北関東 熊谷工（埼玉県） （4年ぶり7回目）
- 南関東 日川（山梨県） （6年連続7回目）
- 東京第一 保善 （3年ぶり19回目）
- 東京第二 国学院久我山 （5年連続5回目）
- 神奈川 相模台工 （初出場）
- 北越 新潟工（新潟県） （8年連続8回目）
- 北陸 若狭農林（福井県） （2年ぶり2回目）
- 信静 清水南（静岡県） （3年連続3回目）
- 愛知 西陵商 （3年ぶり13回目）
- 三岐 関商工（岐阜県） （2年連続3回目）

- 京滋 花園（京都府） （6年連続9回目）
- 大阪第一 近大付 （4年ぶり3回目）
- 大阪第二 大阪工大高 （8年ぶり2回目）
- 兵庫 神戸 （32年ぶり8回目）
- 紀和 天理高定（奈良県） （2年連続4回目）
- 東中国 広島工（広島県） （6年連続7回目）
- 西中国 山口水産（山口県） （13年ぶり5回目）
- 北四国 新田（愛媛県） （2年連続15回目）
- 南四国 徳島工（徳島県） （4年ぶり2回目）
- 福岡第一 福岡 （3年連続32回目）
- 福岡第二 福岡工 （3年連続14回目）
- 中九州 佐賀工（佐賀県） （4年連続4回目）
- 長崎 長崎南  （2年連続3回目）
- 大分 大分舞鶴 （2年連続14回目）
- 南九州 大口（鹿児島県） （5年連続8回目）
- 前年度優勝校 目黒（東京都） （7年連続7回目）

## 試合時間
全試合25分ハーフ。同点で終了した場合は抽選にて次回進出校を決める。

## 試合

### 1回戦
- 近大付 28 - 3 保善
- 長崎南 28 - 14 相模台工
- 大阪工大高 29 - 12 仙台三
- 清水南 14 - 0 山口水産
- 盛岡工 46 - 12 福岡工
- 西陵商 28 - 4 若狭農林
- 福岡 28 - 0 函館工
- 目黒 37 - 0 佐賀工

- 大分舞鶴 33 - 3 国学院久我山
- 秋田工 30 - 0 花園
- 新潟工 17 - 7 神戸
- 広島工 21 - 0 中標津
- 新田 26 - 11 熊谷工
- 大口 29 - 6 日川
- 水戸農 21 - 19 天理高定
- 関商工 32 - 8 徳島工

### 2回戦
- 近大付 33 - 14 長崎南
- 大阪工大高 19 - 6 清水南
- 盛岡工 34 - 10 西陵商
- 目黒 34 - 0 福岡

- 大分舞鶴 23 - 14 秋田工
- 新潟工 10 - 0 広島工
- 大口 17 - 9 新田
- 関商工 37 - 6 水戸農

### 準々決勝
- 近大付 10 - 6 大阪工大高
- 目黒 3 - 0 盛岡工

- 大分舞鶴 27 - 3 新潟工
- 関商工 21 - 10 大口

### 準決勝
- 目黒 17 - 6 近大付
- 大分舞鶴 15 - 4 関商工

### 決勝
- 目黒（2年連続3回目） 19 - 8 大分舞鶴

## 関連試合

### 第2回高校東西対抗試合
- 大会で特に活躍した選手を選抜したうえで東西に分かれて行ういわば高校ラグビー版オールスターゲームである。

東軍監督堤治美、西軍監督川勝主一郎、1974年1月15日 花園ラグビー場 試合結果西軍 38-4 東軍